# 大日本帝国憲法第45条
大日本帝国憲法第45条（だいにほん/だいにっぽん ていこくけんぽう だい45じょう）は、大日本帝国憲法第3章にある、帝国議会に関する規定である。

## 現代風の表記
- 衆議院の解散を命じられたときは、勅命をもって新たに議員を選挙させ、解散の日から五箇月以内に、これを召集しなければならない。

## 解説
衆議院の解散権は大日本帝国憲法第7条の規定で天皇にあり、詔書をもって行われ、衆議院および内閣に、その権限は存在しなかった。また、大日本帝国憲法第44条の規定により貴族院は停会となり、衆議院議員総選挙が行われた。